# Isaac Smith (Politiker, 1740)

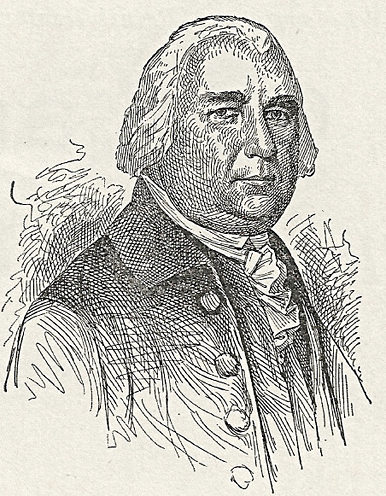
Isaac Smith

Isaac Smith (* 1740 in Trenton, Province of New Jersey; † 29. August 1807 ebenda) war ein US-amerikanischer Politiker. Zwischen 1795 und 1797 vertrat er den Bundesstaat New Jersey im US-Repräsentantenhaus.

## Werdegang
Isaac Smith wuchs während der britischen Kolonialzeit auf und besuchte bis 1755 das Princeton College. Von 1755 bis 1758 war er trotz seiner Jugend an diesem College Lehrer. Nach einem anschließenden Medizinstudium und seiner Zulassung als Arzt begann er in Trenton in diesem Beruf zu arbeiten. Smith schloss sich in den 1770er Jahren der amerikanischen Revolution an und war zwischen 1776 und 1777 Oberst der Miliz im Hunterdon County. Von 1777 bis 1804, also auch während seiner Zeit als Kongressabgeordneter, war er Richter am New Jersey Supreme Court.
Ende der 1790er Jahre schloss er sich der von Alexander Hamilton gegründeten Föderalistischen Partei an. Bei den in New Jersey staatsweit ausgetragenen Kongresswahlen des Jahres 1794 wurde Smith für das fünfte Abgeordnetenmandat seines Staates in das US-Repräsentantenhaus gewählt, wo er am 4. März 1795 die Nachfolge von Lambert Cadwalader antrat. Bis zum 3. März 1797 konnte er nur eine Legislaturperiode im Kongress absolvieren. Im Jahr 1797 wurde er vom scheidenden Präsidenten George Washington zum Unterhändler mit den Seneca-Indianern ernannt. Smith wurde auch im Bankgewerbe tätig und war seit 1805 Präsident der Trenton Banking Co. Er starb am 29. August 1807 in Trenton, wo er auch beigesetzt wurde.